# OK gesta
OK-gesta ili krug je gesta koja se postiže spajanjem palca i kažiprsta u krug (O). Drži se ravno ili opušteno u zraku.
U svijetu ima vrlo različita značenja:
U sjevernoj i srednjoj Europi, Sjevernoj Americi i Oceaniji znak je za okay ili sve je u redu, dok u Južnoj Americi ima značaj kojim se muškarca označava homoseksualcem pa se rabi kao vulgarna gesta.
U Italiji znači Pico Bello', u Francuskoj Très bien i izraz koji znači da je nešto izvrsno.

## Vanjske poveznice
- Govor tijela  Arhivirana inačica izvorne stranice od 21. siječnja 2016. (Wayback Machine)